# Нада Вуксановић
Нада Вуксановић је југословенска и српска параолимпијка. Освојила је 3 златне и 1 сребрену медаљу.

## Биографија
Нада Вуксановић живи у Горњем Милановцу. Учесница је великих међународних такмичења. Након успјешне спортске каријере у атлетици (повукла се 2005. године). Наставила је да се бави куглањем у Куглашком клубу Таково у Горњем Милановцу.
Нада је била репрезентативка Социјалистичке Федеративне Републике Југославије, а потом Савезне Републике Југославије и Србије. Учесница је четири параолимпијске игре у категорији слијепих и слабовидих спортиста: 
- Сеул (1988. године), златна медаља у бацању диска са резултатом 34.20 метара[2] и златна медаља у бацању кугле са резултатом 11.09 метара.[3]
- Барселона (1992. године), златна медаља у бацању диска са резултатом 33.58 метара[4] и сребрна медаља у бацању кугле са резултатом 9.85 метара.[5]
- Атланта (1996. године), најбољи резултат - пето мјесто у бацању диска са резултатом 33.96 метара.[6]
- Сиднеј (2000. године), најбољи резултат - пето мјесто у бацању кугле са резултатом 9.50 метара.[7]

Спортом се бавила од дјетињства. Учланила се у атлетски клуб Таково у Горњем Милановцу 1985. године. 
Нада је осам пута оборила рекорде на параолимпијадама. Друга њена најбоља постигнућа на балканијадама, у државним репрезентацијама бивших Југославија и другим борилиштима. Бацачица је кугле, копља и диска и куглашица.
О својим спортским реѕултатима Нада је рекла у интервију ѕа Новости 26. октобра 2014. године:
Први пут сам постала првак свијета у Москви 1987. као атлетичар, са Олимпијаде у Сеулу 1988. имам двије златне медаље, из Барселоне 1992. златну и сребрну. У Атланти 1996. сам „киксала“ јер се разболех у авиону, од клима-уређаја, па освојих четврто место. Као да нисам ни ишла, кад тако лоше прођох! Уз рекордно бачени „хитац“ диска у Сиднеју 2000. памтићу доживотно жарко бодрење наше дијаспоре. Атлетиком се бавим 34 године. Свјетски стандард бацања кугле је десет, ја сам бацала 11,99 метара. Тренирам двапут дневно. Пензионерка сам, али у спортску пензију нећу. Моје срце је спортско, јако.
Дана, 19. априла 2008. године додијељена јој Златна плакета „Таковски устанак”, највише признање општине Горњи Милановац.